# Momar Thiam
Pour les articles homonymes, voir Thiam.
Momar Thiam, né le 24 septembre 1929 à Dakar et décédé le 19 août 2014 dans la même ville, est un cinéaste sénégalais, également photographe.

## Biographie
Photographe de profession, il rejoint ensuite le service cinéma du ministère de l'Information. À la fin de l'année 1959, Momar Thiam part en France pour suivre une formation de caméraman à Saint-Maur et Saint-Cloud. À son retour en 1961, il intègre les Actualités sénégalaises, une structure créée en 1960 par le président Léopold Sédar Senghor.

## Filmographie
- 1963 : Sarzan
- 1965 : Diabel le pêcheur
- 1968 : La Lutte casamançaise
- 1969 : La Malle de Mala Kouli
- 1969 : Simb, le jeu du faux lion